# 3987 Wujek
3987 Wujek је астероид главног астероидног појаса. Приближан пречник астероида је 20,8 ,
а средња удаљеност астероида од Сунца износи 2,732 астрономских јединица (АЈ).
Инклинација (нагиб) орбите у односу на раван еклиптике је 4,827 степени, а орбитални период износи 1649,509 дана (4,516 године). Ексцентрицитет орбите астероида износи 0,119.
Апсолутна магнитуда астероида износи 12,0 а геометријски албедо 0,053.
Астероид је откривен 5. марта 1986. године.